# Klocek
Klocek is een plaats in het Poolse district  Tucholski, woiwodschap Koejavië-Pommeren. De plaats maakt deel uit van de gemeente Tuchola en telt 50 inwoners.